# Ammiraglio della flotta dell'Unione Sovietica
Il grado di ammiraglio della flotta dell'Unione Sovietica (in russo: Admiral Flota Sovetskogo Sojuza; cirillico: Адмирал Флота Советского Союза) è stato il più alto grado della Marina Militare Sovietica.

## Storia
La storia di tale grado è stata piuttosto travagliata. Nella Marina imperiale russa esisteva il grado di ammiraglio generale e nel 1940 venne istituito dal Presidium del Soviet Supremo, il grado di "ammiraglio della flotta", che però non venne assegnato fino al 31 maggio 1944, quando venne conferito all'ammiraglio Nikolaj Gerasimovič Kuznecov, che sin dal 28 aprile 1939 ricopriva il ruolo di Commissario del popolo per la marina e comandante in capo di tutte le forze navali sovietiche, ed all'ammiraglio Ivan Isakov, capo di stato maggiore della Marina; fino ad allora il più alto grado nella Marina militare sovietica era stato quello di admiral o ammiraglio di squadra. 

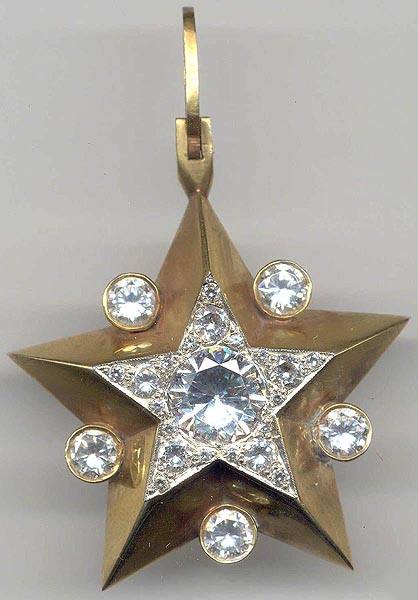
Stella di maresciallo

Il nuovo grado era rappresentato da una mostrina a quattro stelle, ma rispettando le gerarchie dell'esercito il grado di generale a quattro stelle, corrispondeva nell'Armata Rossa a generale dell'armata, grado che aveva un grado superiore nel grado di maresciallo e pertanto il 25 maggio 1945 venne stabilito che il grado di ammiraglio della flotta fosse equiparato a quello di maresciallo dell'Unione Sovietica e le quattro stellette sostituite con una sola grande stella e l'emblema dell'Unione Sovietica.
Il 3 marzo 1955 il Consiglio dei commissari del popolo per equiparare ulteriormente il titolo di ammiraglio della flotta a quello di maresciallo dell'Unione Sovietica, sostituiva il grado di ammiraglio della flotta, con quello di ammiraglio della flotta dell'Unione Sovietica. Il nuovo grado venne conferito all'ammiraglio Isakov e all'ammiraglio Kuznetsov, che dopo essere stato retrocesso al grado di contrammiraglio nel 1948, era stato ripristinato nel grado e nelle funzioni subito dopo la morte di Stalin.
Il 17 febbraio 1956 l'unico titolare rimase l'ammiraglio Isakov in quanto l'ammiraglio Kuznetsov, in seguito all'affondamento della nave da battaglia Novorossijsk, avvenuto nel porto di Sebastopoli la notte tra il 28 e il 29 ottobre 1955 a causa di un'esplosione, venne rimossoo dall'incarico e retrocesso a viceammiraglio e rimosso permanentemente dal servizio attivo; verrà reintegrato nel grado e riabilitato postumo nel 1988, quattordici anni dopo la morte avvenuta nel 1974.

### Due gradi differenti

Bandiera di Ammiraglio della flotta dell'Unione Sovietica {1935 - 1950}

Il grado di ammiraglio della flotta venne ripristinato nel 1962 per equiparare pienamente i gradi di esercito e marina ed equiparato al grado di generale dell'Armata, poiché non esisteva un grado intermedio tra ammiraglio di squadra e ammiraglio della flotta dell'Unione Sovietica e divenne il secondo più alto grado della Marina sovietica.
Con il ripristino del grado di ammiraglio della flotta, il grado di ammiraglio della flotta dell'Unione Sovietica, pur essendo il più alto, si trasformò sempre più in un titolo onorifico e dopo la morte, avvenuta nel 1988, dell'ammiraglio Gorškov, terzo ed ultimo ammiraglio della flotta dell'Unione Sovietica, il titolo non venne più conferito e nel 1992, con la dissoluzione dell'Unione Sovietica, venne abolito.
Nella Marina militare della Federazione Russa il più alto grado è tornato ad essere quello di Ammiraglio della flotta.

## Cronotassi degli ammiragli della flotta dell'Unione Sovietica
- Nikolaj Gerasimovič Kuznetsov - 3 marzo 1955 - 17 febbraio 1956
- Ivan Stepanovič Isakov - 3 marzo 1955 - 11 ottobre 1967
- Sergej Georgievič Gorškov - 28 ottobre 1967 - 13 maggio 1988

## Distintivi di grado

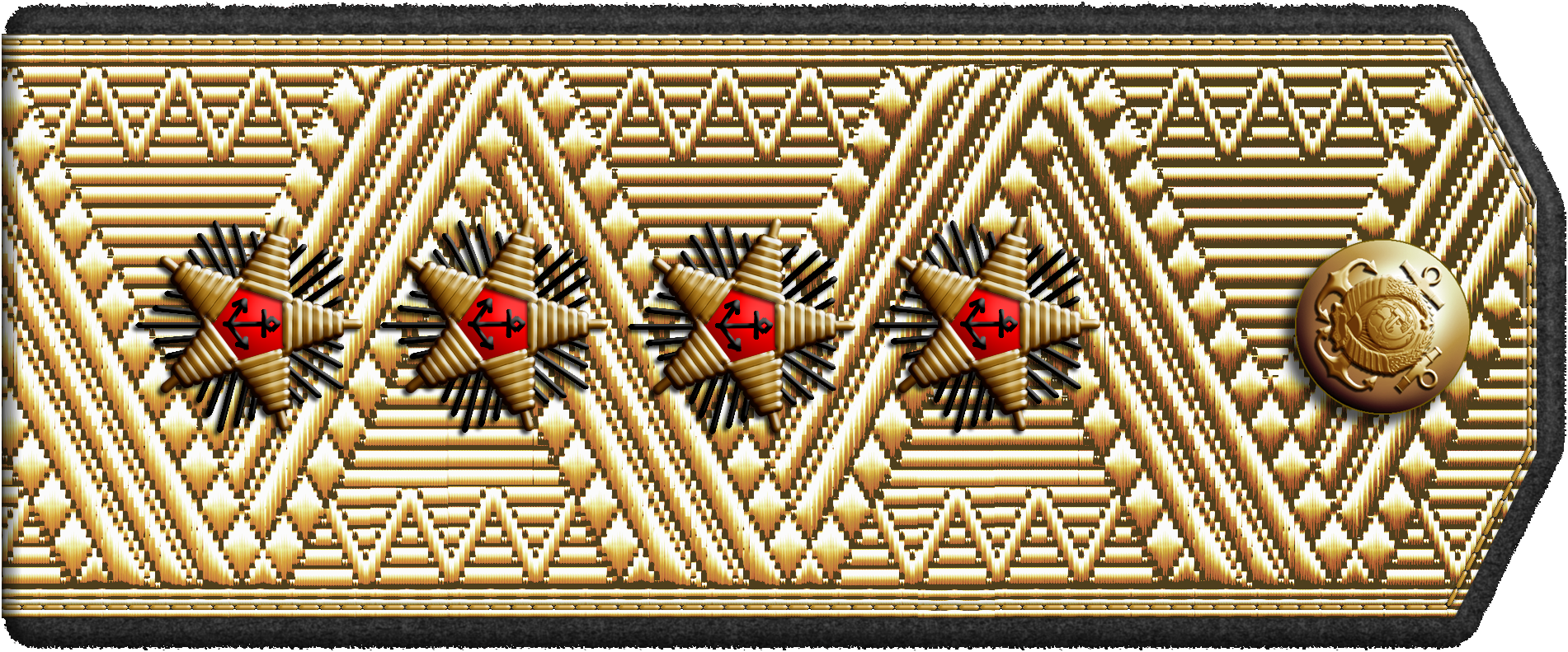
Controspallina da ammiraglio della flotta (1943-1945)
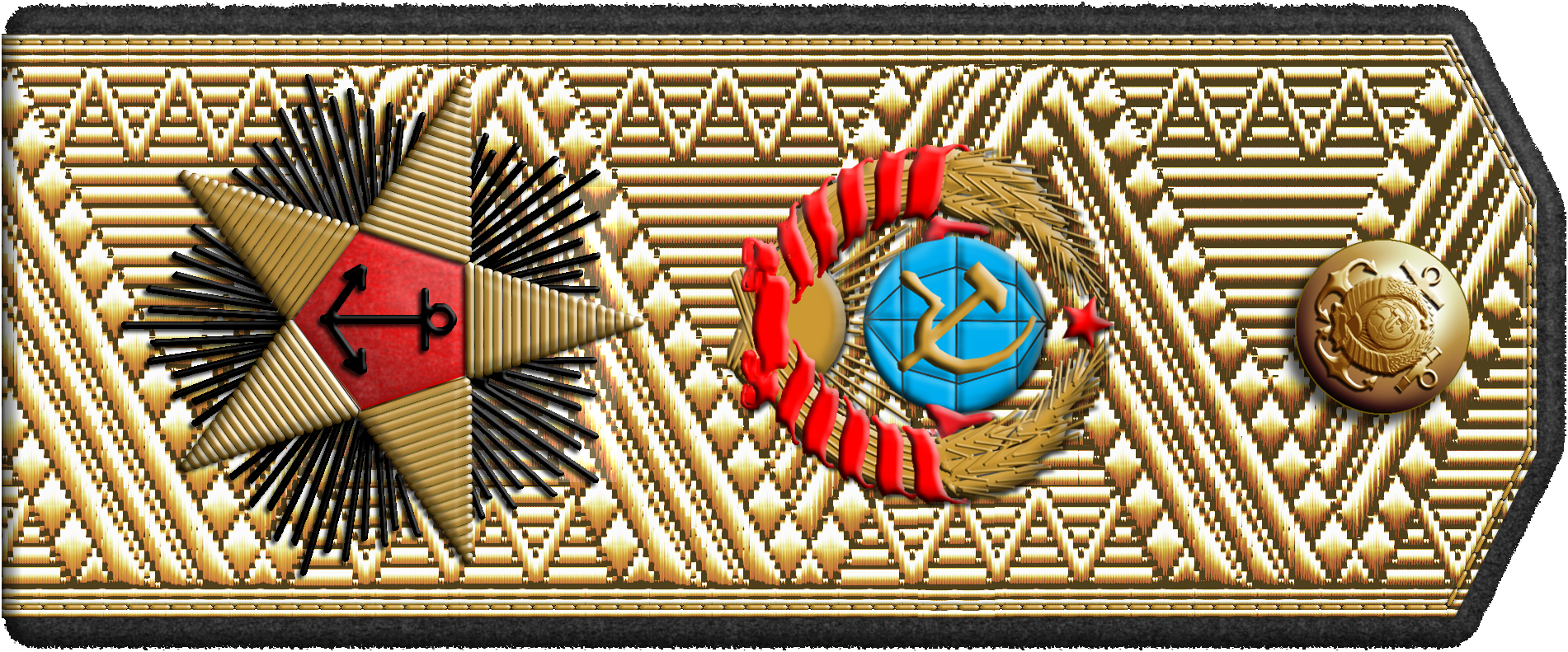
Controspallina da ammiraglio della flotta (1945-1955)
Controspallina di ammiraglio della flotta dell'Unione Sovietica dal 1955
Controspallina da ammiraglio della flotta dal 1962